# غيلبرت برنيت
كان غيلبرت برنيت (18 سبتمبر 1643 - 17 مارس 1715) فيلسوفًا اسكتلنديًا ومؤرخًا وأسقفًا على سوزبري. أتقن الهولندية والفرنسية واللاتينية واليونانية والعبرية. وحظي بقدر كبير من الاحترام بكونه رجل دين وواعظ وأكاديمي وكاتب ومؤرخ. ولطالما ارتبط اسمه ارتباطًا وثيقًا بحزب الأحرار، وكان أحد الأصدقاء المقربين القلائل الذين ائتمنهم الملك ويليام الثالث.

## لندن: 1674 - 1685
ترك الجامعة عام 1674 وانتقل إلى لندن في ظل الاضطراب السياسي الذي شاب تلك الفترة. وفي لندن، دفعته مشاعره السياسية والدينية إلى دعم حزب الأحرار. ودفعته شخصيته الحيوية والزاخرة بالنشاط إلى اتخاذ دور فعال في الخلافات الدائرة آنذاك، وسعى إلى تحقيق المصالحة بين الأسقفية والنظام المشيخي.
وفي البلاط، حيث كان شقيقه توماس طبيبًا ملكيًا، اكتسب حظوة تشارلز الثاني، الذي حصل منه على عدة ترقيات. فوصف تشارلز وصفًا ينم عن ذكاء، قائلًا إنه وبالرغم من أسلوبه الدمث وكياسته المشهودة، إلا أنه كان في صميمه متشككًا بطريقة غير محببة: «يبدي آراءً سيئة للغاية تجاه الرجال والنساء، وبالتالي فهو منعدم الثقة بشكل مطلق... ويعتقد بأن العالم تحكمه المصلحة (الذاتية) بالكامل». نوه برنيت، دون تحيز، إلى أن هذا الموقف كان مفهومًا تمامًا، نظرًا لتجارب الملك في الحرب الأهلية الإنجليزية وفترة خلو العرش، اللذان أظهرا له عندما كان طفلًا «دناءة الطبيعة البشرية». وأشار، كما العديد من المراقبين الآخرين، إلى الطريقة الاستثنائية التي يضبط بها تشارلز نفسه: «يتحكم بذاته بأسلوب غير مألوف: يمكنه الانتقال من العمل إلى المتعة، والعكس بالعكس، بطريقة سلسلة تبدو فيها جميع الأشياء سواسية عنده». وسجل أيضًا بعض أقوال الملك البارزة، مثل «الشهوات حرة، وإن الله القدير لن يلعن رجلًا سمح لنفسه بقليل من المتعة».

### المؤامرة البابوية
إبان المؤامرة البابوية، وعلى إثر اتهام الملكة كاثرين بالخيانة، (زُعم أنها تآمرت لقتل زوجها)، أسرّ الملك لبرنيت شعوره بالذنب بإساءة معاملته للملكة، «العاجزة عن فعل الأمور الماكرة»، وعزمه على عدم التخلي عنها («سيكون أمرًا رهيبًا، بالنظر إلى خطئي تجاهها»)، ورغبته بعيش حياة أخلاقية أكثر في المستقبل. ومن جانبه، أخبر برنيت الملك بصراحة أنه كان مخطئًا بتصديق أن إيرل شافتسبري كان له أي دور في اتهامات الخيانة الموجهة إلى الملكة: كان شافتسبري، الذي يعلم جيدًا الشعبية الكبيرة للملكة لدى الطبقة الحاكمة الإنجليزية، رجل دولة فطنًا لدرجة ألا يصدر عنه سوء التقدير السياسي الخطير هذا.
وفيما يتعلق بواقع المؤامرة نفسها، ولما أصبح الملك متشككًا كليًا في هذا الموضوع، لعل برنيت استأثر بأول رد فعل لتشارلز على الاتهامات بدقة كافية: «في وسط الكثير من التفاصيل التي لا أعرفها ولكن قد يكون ثمة شيء من الحقيقة». لم يكن برنيت نفسه متشككًا ولا مقتنعًا بالمؤامرة. ومثل معظم العقلاء البروتستانت، اعتقد باحتمال وجود مؤامرة كاثوليكية من نوع ما، لكن شكوكًا كبيرة راودته حول مصداقية المخبرين، وخاصة تيتوس أوتس، في حين اعتبر إسرائيل تونغ، المدبر المشارك للمؤامرة، مجنونًا. وأقر بخطورة اتهام الأبرياء زورًا، ومن اللافت أنه أشاد بالشهيد الكاثوليكي أوليفر بلانكيت، رئيس أساقفة أرماغ، الذي ربما يكون في الوقت الحاضر أكثر ضحايا المؤامرة شهرة، فوصفه بأنه رجل صالح وبريء دمرته أضغان أعدائه الشخصيين. وجادل أيضًا بحجة راسخة تفيد بأن الضحية الأولى للمؤامرة، المصرفي الكاثوليكي الشاب ويليام ستالي، كان بريئًا، بالرغم من أن روايته لمحاكمة ستالي كانت متحيزة بلا شك بسبب كرهه لويليام كارستاريس، الشاهد الرئيسي للتاج في محاكمة ستالي. سواء كان النبيل الكاثوليكي ويليام هوارد، فيسكونت ستافورد الأول، الذي أُعدم بتهمة الخيانة في عام 1680، بريئًا أم مذنبًا، فقد اعتبر أمره لغزًا، ويتوجب انتظار «الكشف العظيم عن كل الأسرار» لحله.

## المنفى: 1685 - 1688
عقب اعتلاء الملك الروماني الكاثوليكي جيمس الثاني العرش في 1685، طلب برنيت الإذن بالسفر إلى الخارج، أمرٌ رحب به جيمس ترحيبًا حارًا. فغادر في 11 مايو ووصل إلى باريس نهاية ذلك الشهر. وسافر عبر سويسرا إلى إيطاليا، حيث عرض عليه البابا إنوسنت الحادي عشر لقاء رسميًا، وهو ما رفضه برنيت بسبب قلة معرفته باللغة الإيطالية. ومن غير المعروف ما إن كان رأي برنيت السيئ تجاه البابا سيتغير بلقاء شخصي معه (ففي كتابه تاريخ يصف إنوسنت بأنه «غيور وجبان وجاهل للغاية»، وجهةُ نظر لم يشاطرها معظم المؤرخين اللاحقين). وبعد أشهر من التنقل عبر فرنسا وسويسرا وألمانيا وصل إلى أوتريخت بهولندا في مايو 1686. وتلقى رسائلًا من بلاط ويليام أمير أورانج وزوجته الأميرة ماري يدعوانه للإقامة في لاهاي. أثار هذا التودد تجاه برنيت غضب جيمس، وتحت ضغط منه، فُصل رسميًا من البلاط، لكنه ظل على تواصل مع ويليام وماري. كان برنيت هو الذي أشار إلى أن زواج ويليام من ماري لا يؤهله في حد ذاته للحكم معها إذا أصبحت ملكة، وأنه سيكون من الضروري اتخاذ مزيد من الخطوات لضمان حقه في العرش.
وفي عام 1687، في ظل سياسة جيمس المتمثلة برغبته في الحصول على دعم ويليام وماري لإلغاء مرسوم الاختبار، كتب برنيت كتيبًا ضد هذا الإلغاء. ورفض ويليام وماري دعم الإلغاء، وعلى ما يبدو فإن ذلك كان بناءً على نصيحة من برنيت. وأثار برنيت استياء جيمس مجددًا بخطوبته للوريثة الثرية ماري (ماريا) سكوت (توفيت زوجته الأولى ليدي مارغريت عام 1685). وحاكم جيمس برنيت بتهمة الخيانة العظمى في اسكتلندا، متهمًا إياه بالتواصل مع أرشيبالد كامبل، إيرل أرغيل التاسع، وآخرين مدانين بالخيانة العظمى. ولحماية برنيت، منحه المجلس العام الهولندي الجنسية دون معارضة، ورُفض طلب جيمس بتسليم برنيت. وتزوج برنيت وماري سكوت وتبين أنه كان زواجًا سعيدًا. وسرعان ما وجد برنيت نفسه رب أسرةٍ آخذ بالاتساع، بعدما كان مستسلمًا لفكرة كونه بلا أطفال على مدار فترة طويلة (إذ كانت زوجته الأولى السيدة مارغريت كينيدي تكبره بنحو عشرين عامًا).
ترجم خطابًا مفتوحًا كتبه غاسبار فاغل، المستشار الأعلى لويليام، يوضح سياسة رفع عدم الأهلية عن المنشقين عن الكنيسة الأنجليكانية مع إبقاء الكاثوليك خاضعين لها، فقدم ذلك بديلًا للمنشقين متمثلًا بتحالفٍ مع بلاط جيمس.
لم يكن برنيت مطلعًا على عملية صنع القرار لدى ويليام لأنه كان في الظاهر غير قادر على حفظ الأسرار (لم يُبلَغ بغزو ويليام المزمع لإنجلترا حتى يوليو 1688). ومع ذلك، كانت هناك حاجة إلى مساعدته لترجمة إعلان ويليام الذي كان من المقرر توزيعه في إنجلترا بعد رسو سفنه. وعندما أبحر أسطول ويليام إلى إنجلترا في أكتوبر 1688، عُين برنيت قسًا خاصًا بويليام.